# Parque Pignatelli
El parque Pignatelli Se encuentra ubicado a lo largo del paseo de Cuéllar (antes avenida del siglo XX en lo que fueron viveros del Canal Imperial de Aragón, que se unían, con un paseo, al puerto de Miraflores y a las llamadas playas de Torrero. Aquí llegaban las embarcaciones con pasajeros hasta la mitad del siglo XIX y las hortalizas y materias primas hasta la mitad del Siglo XX. Desde ese punto, los tranvías, de mulas primero y electrificados más tarde, las bajaban al centro de la ciudad.

## Monumentos

### Monumento a Ramón Pignatelli

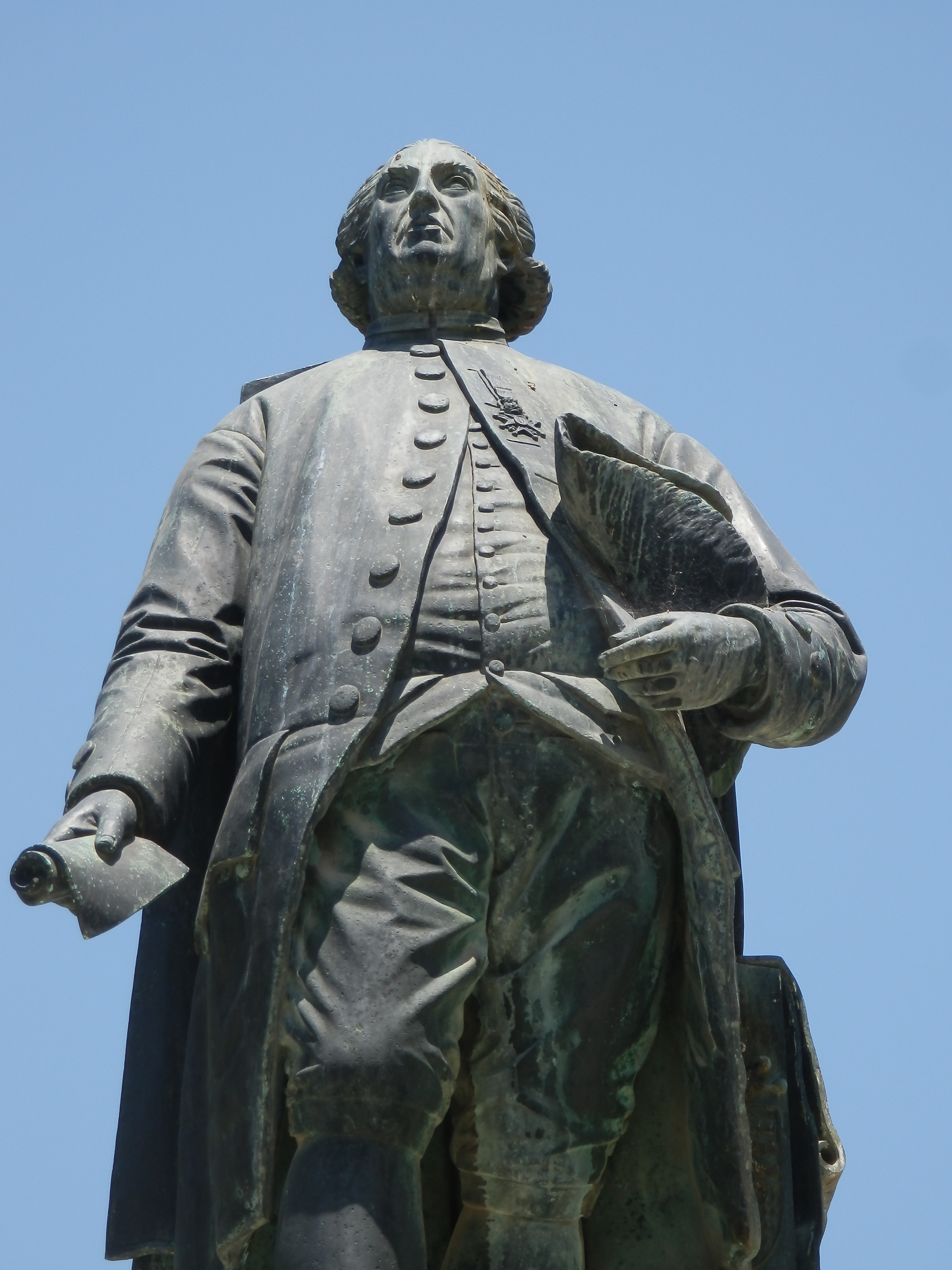
Monumento a Ramón Pignatelli

Esta escultura de Ramón Pignatelli, de 3 metros de altura construida en bronce con pedestal de piedra, por Antonio Palao y Marco. Se esculpió en 1859 para ser situada en la glorieta Pignatelli (actualmente plaza de Aragón), inaugurándose el 24 de junio de 1859. El objetivo del monumento era conmemorar los 150 años desde la inauguración del canal Imperial de Aragón. En 1904 fue trasladado al actual Parque de Pignatelli, en cuyo centro se alza.

### Monumento a José María Ferrer
Se trata de un busto de bronce con pedestal de piedra, de 1,76 m de altura total, en honor de José María Ferrer, esculpida por Miguel Cabré Cazcarra en 1987.

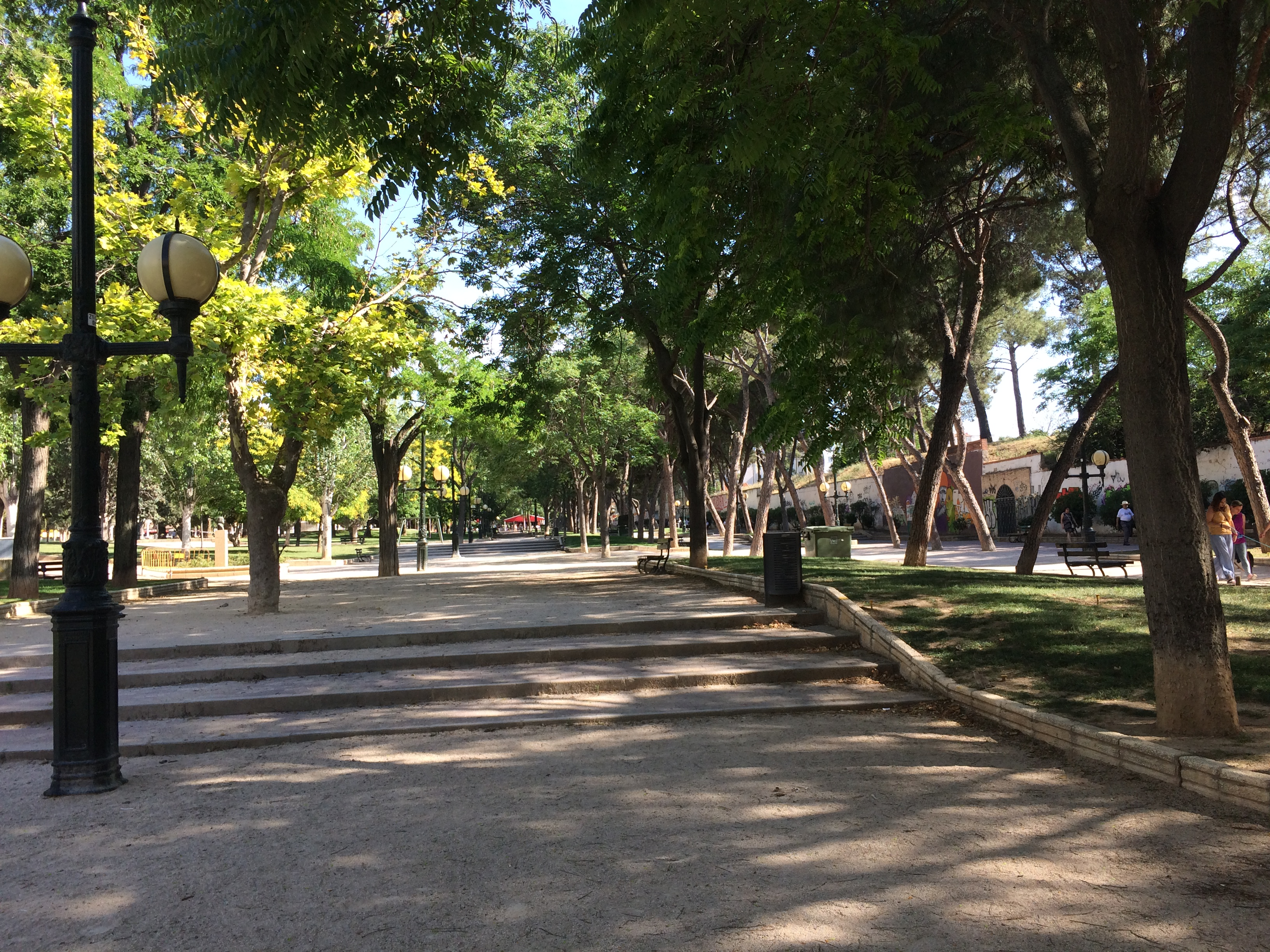
Paseo
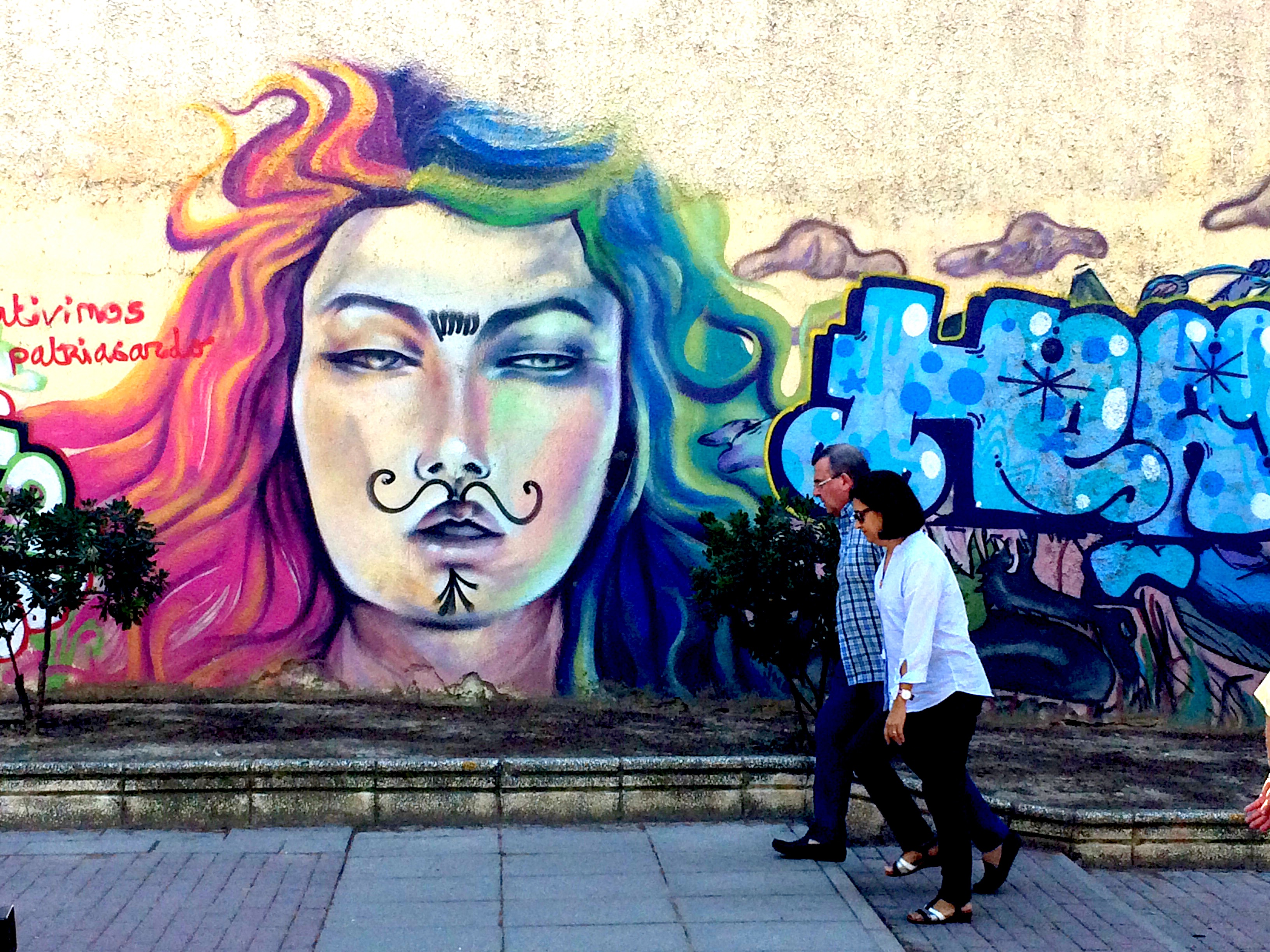
Arte urbano
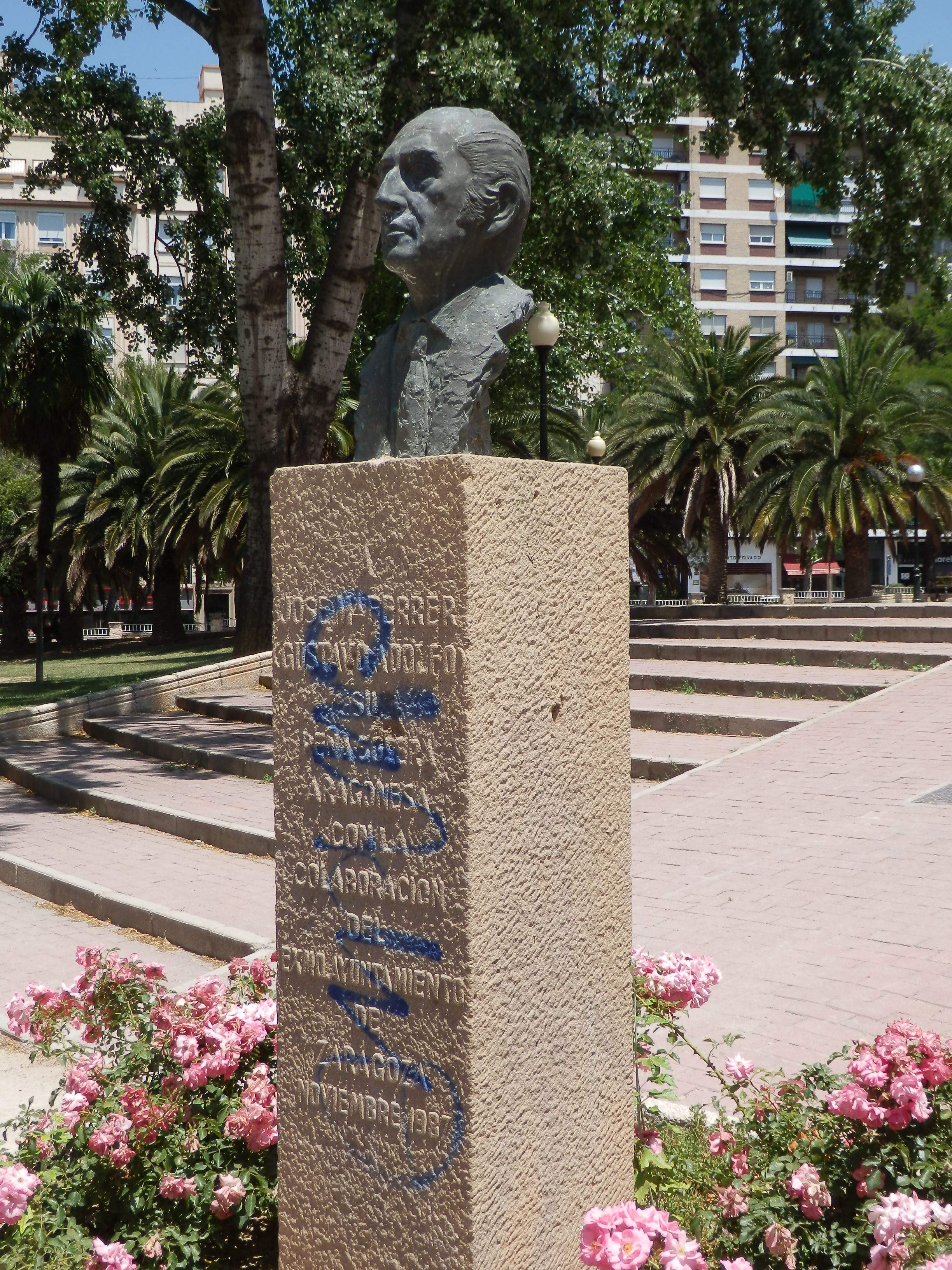
Monumento a José María Ferrer
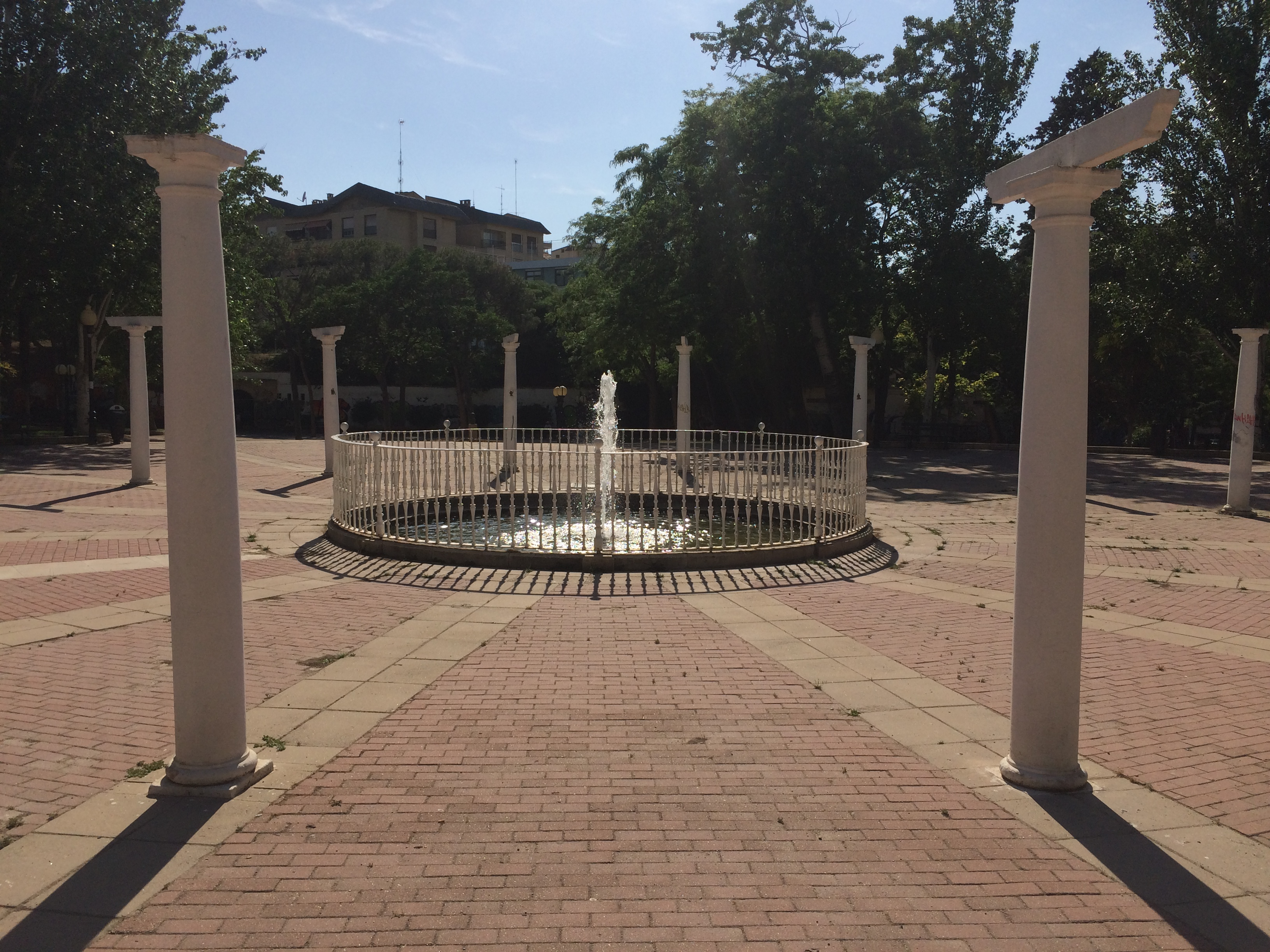
Pérgola
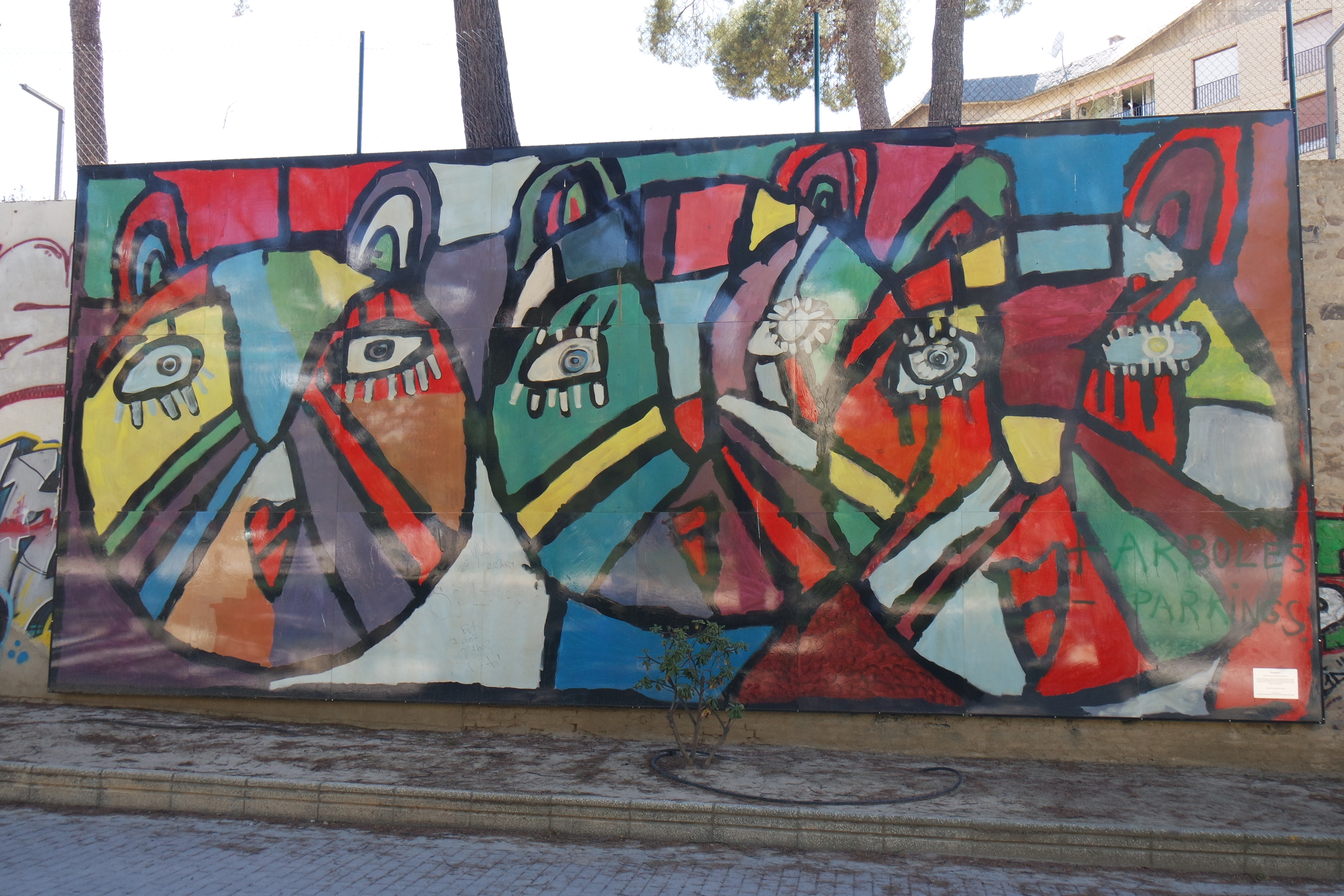
Mural Tres Gatitos de Atades